# Marek Słomka
Marek Słomka (ur. 1971 w Lublinie) – polski duchowny rzymskokatolicki, filozof, doktor habilitowany nauk humanistycznych, profesor nadzwyczajny na Wydziale Nauk Humanistycznych Katolickiego Uniwersytetu Lubelskiego Jana Pawła II.

## Życiorys
Po maturze wstąpił do Seminarium Duchownego w Lublinie. W 1996 obronił pracę magisterską z teologii moralnej w Katolickim Uniwersytecie Lubelskim, a następnie 25 maja 1996 przyjął święcenia kapłańskie. W latach 1996–1998 pracował jako wikariusz na lubelskich Czubach oraz podjął studia podyplomowe w Studium Komunikowania Społecznego i Dziennikarstwa KUL. Kontynuował następnie edukację filozoficzną poza granicami kraju (w Liechtensteinie i niemieckim Freiburgu), uzyskując tytuł magistra filozofii. W 2000 rozpoczął pracę jako prefekt w lubelskim seminarium duchownym. W tym samym roku podjął studia doktoranckie z zakresu filozofii przyrody na KUL, które ukończył w 2003 obroną pracy doktorskiej pt. Teorie ewolucyjnej genezy człowieka w perspektywie nauczania Jana Pawła II. W 2019 uzyskał habilitację na podstawie pracy pt. Działanie Boga w świecie. Analiza filozoficzna.
W latach 2002–2008 pełnił funkcję sekretarza Metropolity Lubelskiego, a 2 sierpnia 2009 został mianowany rektorem Metropolitalnego Seminarium Duchownego w Lublinie. Od 2004 pracuje w Katedrze Relacji Między Nauką a Wiarą KUL (od 2009 jako adiunkt, a od 2022 jako profesor nadzwyczajny).

## Wybrane publikacje
- Ewolucjonizm chrześcijański o pochodzeniu człowieka (2004)
- Nauka - wiara: rola filozofii (2009)
- Nauki przyrodnicze a nowy ateizm (2012)[2]